# Astronidium miraculum-dei
Astronidium miraculum-dei är en tvåhjärtbladig växtart som beskrevs av Jan Frederik Veldkamp och J.F. Maxwell. Astronidium miraculum-dei ingår i släktet Astronidium och familjen Melastomataceae. Inga underarter finns listade i Catalogue of Life.